# Chiesa della Madonna del Soccorso e San Marco
La chiesa della Madonna del Soccorso e San Marco si trova poco fuori Montopoli in Val d'Arno, verso la località Costa al Bagno.

## Storia
In origine in questo luogo sorgeva un tabernacolo con loggia (in Toscana detto anche margine), nel quale era raffigurata una Madonna, detta appunto "Margine grande di via Uliveta". La chiesa, dedicata a san Marco Evangelista e alla Beata Vergine, vi nacque nel 1606 a seguito dell'ampliamento della primitiva struttura ad opera della confraternita del Soccorso' dalla quale deriva il nome attuale. Invece, sia all’interno che all’esterno della chiesa non ci sono riferimenti invece alla Madonna del Soccorso.
Nel 1619 il Comune di Montopoli finanziò il suo completamento. Ultimata la chiesa, la custodia fu affidata ad un "accattino" che doveva raccogliere le elemosine per il mantenimento e il decoro dell'edificio. Da inizio Ottocento non furono più eletti elemosinieri e il Comune di Montopoli ne affidò la custodia al marchese Pucci, motivo per il quale nel 1834 sorse una contesa tra i suoi discendenti e il Comune stesso. Questo riuscì a far prevalere i suoi diritti, acquisendo in modo definitivo la chiesa e i suoi arredi, parte dei quali sono esposti nel Museo civico.

## Descrizione

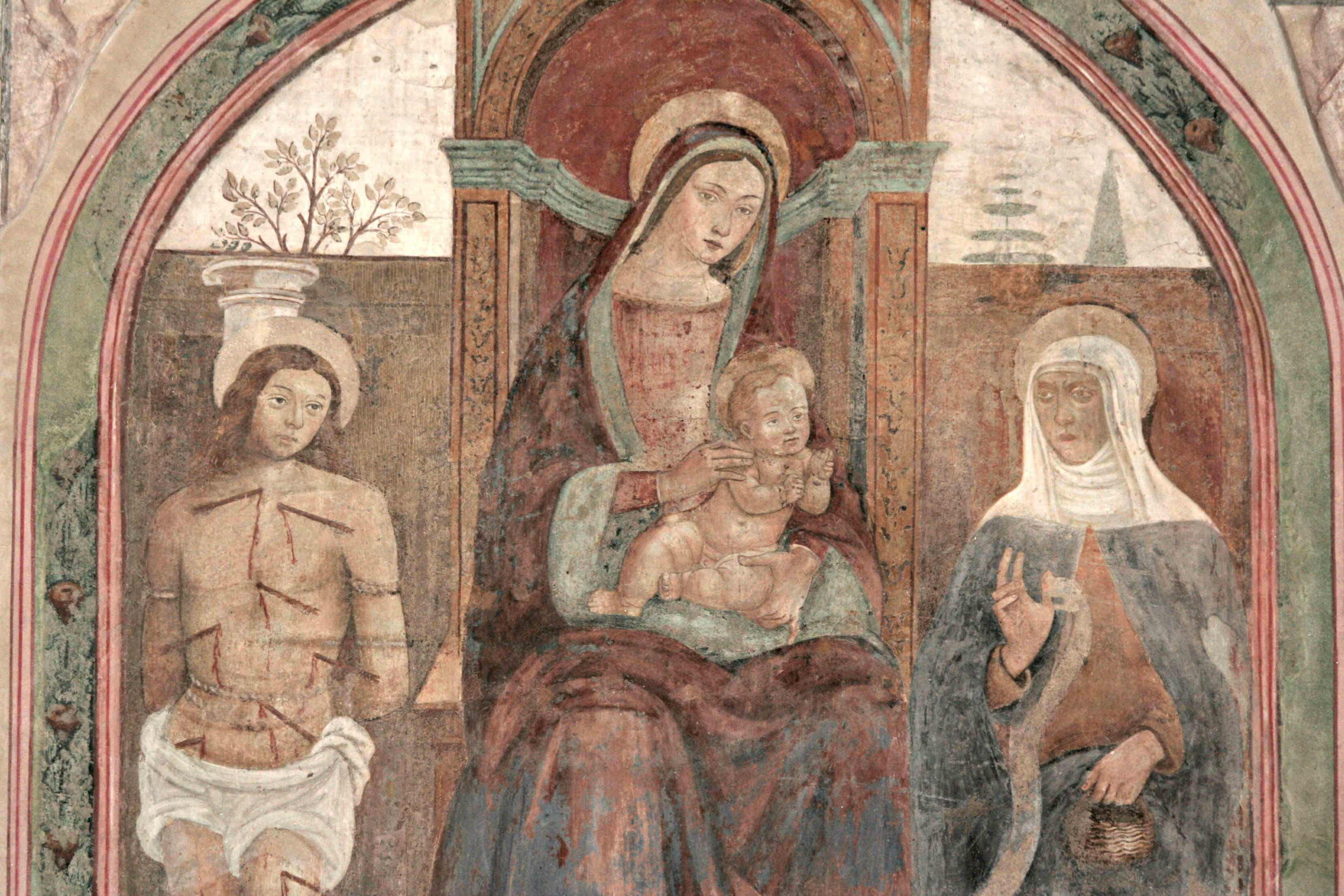
Madonna col Bambino tra i santi Sebastiano e Verdiana

La chiesa ha una sola aula rettangolare, preceduta da un portico con cinque arcate su pilastri. Sopra la porta all’esterno, tra gli stemmi delle famiglie montopolesi Toscani e Langeri, si può vedere un’immagine della Madonna con il Bambino e san Giovannino di tarda età moderna.
All'interno, sull'altare maggiore, si trova un affresco di autore ignoto del XVI secolo raffigurante la Madonna col Bambino tra i santi Sebastiano e Verdiana, mentre le pareti sono arricchite tele seicentesche e da dipinti del samminiatese Tempestini. Di particolare rilevanza artistica, infine, è un olio su tela risalente agli inizi del XVII secolo appeso sulla parete sinistra realizzato da ignoto artista toscano per coprire la maggior parte dell'affresco dell'altare maggiore che si trovava, ad eccezione della parte superiore della Madonna, in cattive condizioni di conservazione. Esso raffigura gli stessi santi dell'affresco, ma secondo una diversa disposizione.
Parte degli arredi sacri e delle opere di pregio in dotazione della chiesa sono conservati ed esposti presso il Museo civico di Montopoli in Val d’Arno.